# 普通话异读词审音表
《普通话异读词审音表》是中华人民共和国於1985年通过的普通话异读词规范发音表。

## 1985年版
中国文字改革委员会普通话审音委员会曾在1957年、1959－1962年先後发表了《普通话异读词审音表初稿》正编、续编和三编，1963年公布《普通话异读词三次审音总表初稿》。
1985年，中国文字改革委员会更名为国家语言文字工作委员会(简称“语委”)，制定了《普通话异读词审音表》，12月，由国家语言文字工作委员会、国家教育委员会、广播电视部（现为国家广播电视总局）审核通过，同年12月发布。
中国大陆现行的《普通话测试》（PSC）也采纳此标准。

## 2016年修订稿

### 编制与成稿
2011年10月，国家语委成立由语言学、教育学、播音主持、科技名词、地名等领域专家组成的新一届普通话审音委员会，设立“普通话审音原则制定及《普通话异读词审音表》修订”课题，同时启动新中国成立以来第三次普通话审音工作，研制普通话审音原则，修订1985年发布的《普通话异读词审音表》，建立普通话语音规范体系，中国社会科学院语言研究所承担主要工作。
课题组经过3年多的努力，通过向国家语委成员单位和各地语委单位发函，在北京、上海、广州召开座谈会听取省市代表意见，搜集到的5万多网民参与的网上调查里的意见等多种方式，广泛征求意见，形成了《普通话异读审音表(修订稿)》，其中，有超过一半的改动是修正具体字词的读音。
据受到课题组委托而参与此次调查的南开大学语音团队的一份报告显示，该团队约30名成员挑选了1985年修订的《审音表》中比较常用的577个异读词，涉及177个多音字；增加了28个审音表没有列出但实际生活中出现异读频率较高的字，于2012年3月到5月在北京进行了问卷抽样调查。问卷经课题组人员审定，最终以选择题形式呈现。
调查团队在校园、办公楼、街道等不同场所分发了530份问卷给北京出生、长大的居民，收回502份有效问卷。其中一项结果显示，正确率较高的词语较多，正确率较低的词语占比少，他们得出结论：“人们对异读词的实际读音总体上与(审音表)的正音是一致的”。其后，该团队用相同的问卷在天津进行了100人的抽样调查，数据结果显示与北京的结果接近。根据正确率，该团队建议，正确率低于20%的异读字“可能需要对原来的读音进行修改”。报告中的举例包括：“伯”在《审音表》中有两个读音，“伯伯”读“bo”，在“大伯子”中读“bǎi”。但第二种读音只有16.95%的被调查者读正确，而该种情况下，被常见的误读为“bāi”的概率达72.79%，而此读音并没有列进《审音表》。因此，《审音表》修订版将把“大伯子”中的“bǎi”改为“bāi”。
2016年6月6日，课题组在教育部网站发布《普通话异读词审音表（修订稿）》及征求意见公告，6月25日征求意见结束。由于规范读音兹事体大，公示与意见征集却仅20天，尽管教育部有关部门已对一些传言澄清与说明，社会上反弹依然较大。

### 审定
2017年1月召开的国家语委语言文字规范标准审定会上，《普通话异读词审音表（修订）》提交国家语委语言文字规范标准审定委员会审定。在审音表修订课题负责人刘丹青汇报主要内容并与课题组成员回答审委会的质询后，审委会经讨论和投票，虽审定并原则通过了《普通话异读词审音表（修订）》，但建议课题组根据委员提出的修改意见对标准修改完善后再报主管部门审批发布。同时，会上教育部副部长、国家语委主任、审委会主任杜占元提到要研制诗词新韵标准。通过审定后，该修订稿陷入长时间的沉寂，从未正式发布。

### 标准难产
此后，2017年1月至2月发布的《教育部2017年工作要点》和《教育部语言文字信息管理司2017年工作要点》提到要推进、加快发布《普通话异读词审音表》（修订稿）。2018年1月发布的《教育部2018年工作要点》和《教育部语言文字信息管理司2018年工作要点》提到要推进、加快发布《普通话异读词审音表（修订）》、《中华通韵》等重要普通话语音标准。
2018年5月29日，教育部与国家语委召开发布会，在介绍2017年中国语言文字事业发展概况时提到，《普通话异读词审音表》标准已经完成了修订，并作为国家标准立项。
2019年1月10日发布的《教育部语言文字信息管理司2019年工作要点》再次提到要加快推进发布《普通话异读词审音表（修订）》《中华通韵》等重要普通话语音标准。
2019年2月19日，隶属于国家语委的教育部语用所普通话审音委员会汉字与汉语拼音办公室的何副研究员表示：2016年《<普通话异读词审音表>（修订稿）》中很多异读词拼音打破了大众原本认知，收到社会各界的意见和建议。审音委已提交了当初审音表的修订工作，语委正在审核，审核结果未出，所以还未正式对外发布，而且审音表征求意见稿里有些读音还在调整。同日，江苏省教育厅语委也给《现代快报》记者书面答复称审音表(修订稿)已提交审定，但尚未公布。同年另据报道，修订稿在征求意见后又曾多次修改，2018年底课题组已提交最终定稿，发布时间未定。
2020年，教育部未对外发布《教育部2020年工作要点》。2021年、2022年教育部工作要点中未提及普通话异读词审音表。
截至2020年10月30日，《普通话异读词审音表(修订稿)》仍只是征求意见稿，未正式公布，正音依据依然为《普通话异读词审音表》(1985年版)、《现代汉语词典》(2016年、第七版)、《通用规范汉字字典》(2014年)、《普通话水平测试实施纲要》(2016年)，而语音标准则为：涵盖面窄但是国家规范标准的《普通话异读词审音表》，权威的学术规范《现代汉语词典》等词典，以及使用领域的规范——教材。
虽然《普通话异读词审音表(修订稿)》未正式发布，读音仍以1985年《普通话异读词审音表》或最新版字典为准，但2020年8月10日发布的《新华字典》（第12版）中，“粳”的字音的确改动为：“jīng（又）gēng”，意思是既可读jīng，也可读gēng。然而，最新版《现代汉语词典》（第7版）里只有读音“jīng”，1985年的《普通话异读词审音表》中也标注为“粳 jīng（统读）”（“统读”表示此字均读此音）。而在2016年发布的《普通话异读词审音表(修订稿)》征求意见稿中，则为“粳 gēng（统读）”。